# Provincia de Krabi
Krabi (en tailandés: จังหวัดกระบี่) es una de las setenta y seis provincias que conforman la organización territorial del Reino de Tailandia.

## Historia
Alrededor del 1200, Krabi era tributario del Reino de Ligor, una ciudad en la costa este de la Península de Kra, más conocida hoy como Nakhon Si Thammarat. En tiempos modernos, Krabi fue administrada desde Nakhon Si Thammarat, incluso después de 1872 cuando el Rey Chulalongkorn concedió el estatus de ciudad a Krabi. En 1875 se convirtió en un territorio subordinado directamente de Bangkok, convirtiéndose en lo que ahora es una provincia. En 1900 el gobernador trasladó la sede de la provincia de Ban Talad Kao a su actual emplazamiento en la desembocadura del río Krabi.
Se cree que la ciudad puede haber tomado su nombre de la palabra "krabi", que significa "espada". Esto puede provenir de la leyenda de que una antigua espada fue desenterrada antes de la fundación de la ciudad.

## Geografía
La provincia se encuentra en las orillas del mar de Andamán y es una zona de excepcional belleza natural. Los paisajes más notables son las colinas de piedra caliza, tanto en la tierra y en el mar como islas. Los escaladores de todo el mundo viajan a Ton Sai y Railay para escalar. Estos forman parte de la península de Phra Nang. De alrededor de 154 islas pertenecientes a la provincia, Ko Phi Phi Lee es quizás la más famosa, ya que fue el set de grabación de la película La playa. La costa de la provincia fue gravemente dañada por el tsunami el 26 de diciembre de 2004.
Otras islas incluyen: Ko Phi Phi Don, una parte de las islas Phi Phi y Ko Lanta, una isla más grande al sur.

## Divisiones Administrativas

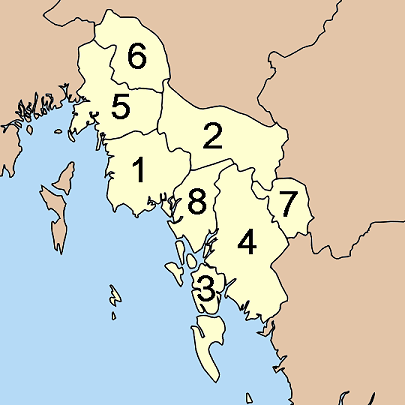
Distritos de la provincia.

Esta provincia tailandesa se encuentra subdividida en una cantidad de distritos (amphoe) que aparecen numerados a continuación:
- 1. Mueang Krabi
- 2. Khao Phanom
- 3. Ko Lanta
- 4. Khlong Thom
- 5. Ao Luek
- 6. Plai Phraya
- 7. Lam Thap
- 8. Nuea Khlong

## Demografía

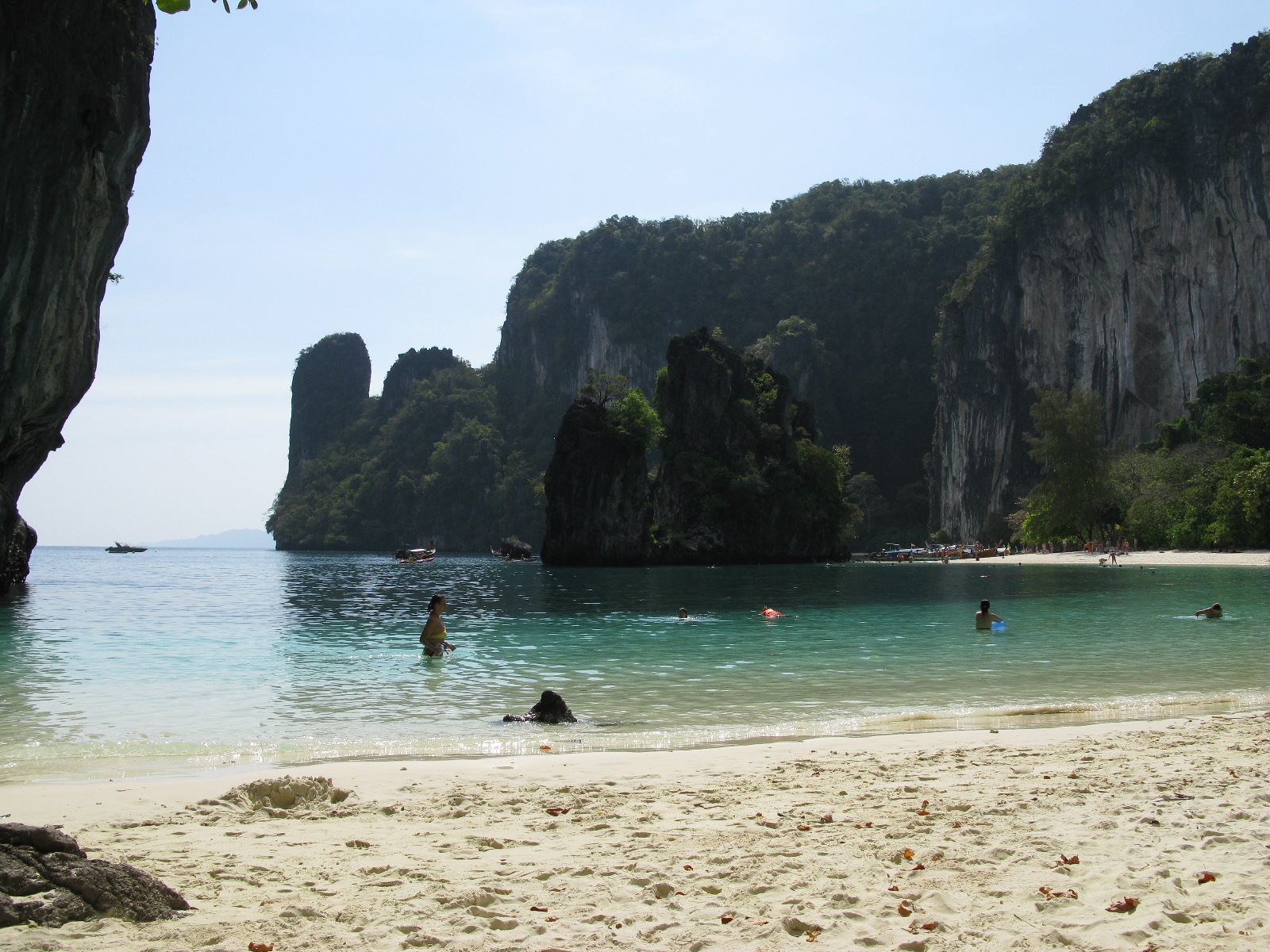
Ko Hong, Provincia de Krabi

La provincia abarca una extensión de territorio que ocupa una superficie de unos 4.708,5 kilómetros cuadrados, y posee una población de 336.210 personas (según las cifras del censo realizado en el año 2000). Si se consideran los datos anteriores se puede deducir que la densidad poblacional de esta división administrativa es de 71 habitantes por kilómetro cuadrado aproximadamente.

## Economía
La agricultura, el turismo y, en menor medida, la pesca, constituyen la columna vertebral de la economía de Krabi. El caucho es el principal cultivo comercial de la provincia, seguido del aceite de palma. El mayor productor de productos de aceite de palma de Tailandia, Univanich Palm Oil PCL, tiene su sede en Krabi. Emplea a 1000 personas directamente y compra material de alimentación a 2.000 pequeños y medianos cultivadores de Krabi.

### Turismo
La provincia de Krabi ocupa el quinto lugar en ingresos por turismo en Tailandia con seis millones de llegadas. Sólo Bangkok, Phuket, Chonburi y Chiang Mai ganan más con el turismo. Las llegadas se concentran de noviembre a abril. El aplastamiento de los visitantes en temporada alta ha tenido un costo considerable para el medio ambiente. Las autoridades locales han ideado un programa, "Krabi 365 días" para trasladar a algunos visitantes de temporada alta a la temporada baja, de mayo a octubre, llamada "temporada verde" por los funcionarios de turismo, en parte debido a las lluvias estacionales. Los ingresos del turismo han crecido en un promedio del ocho por ciento anual. 

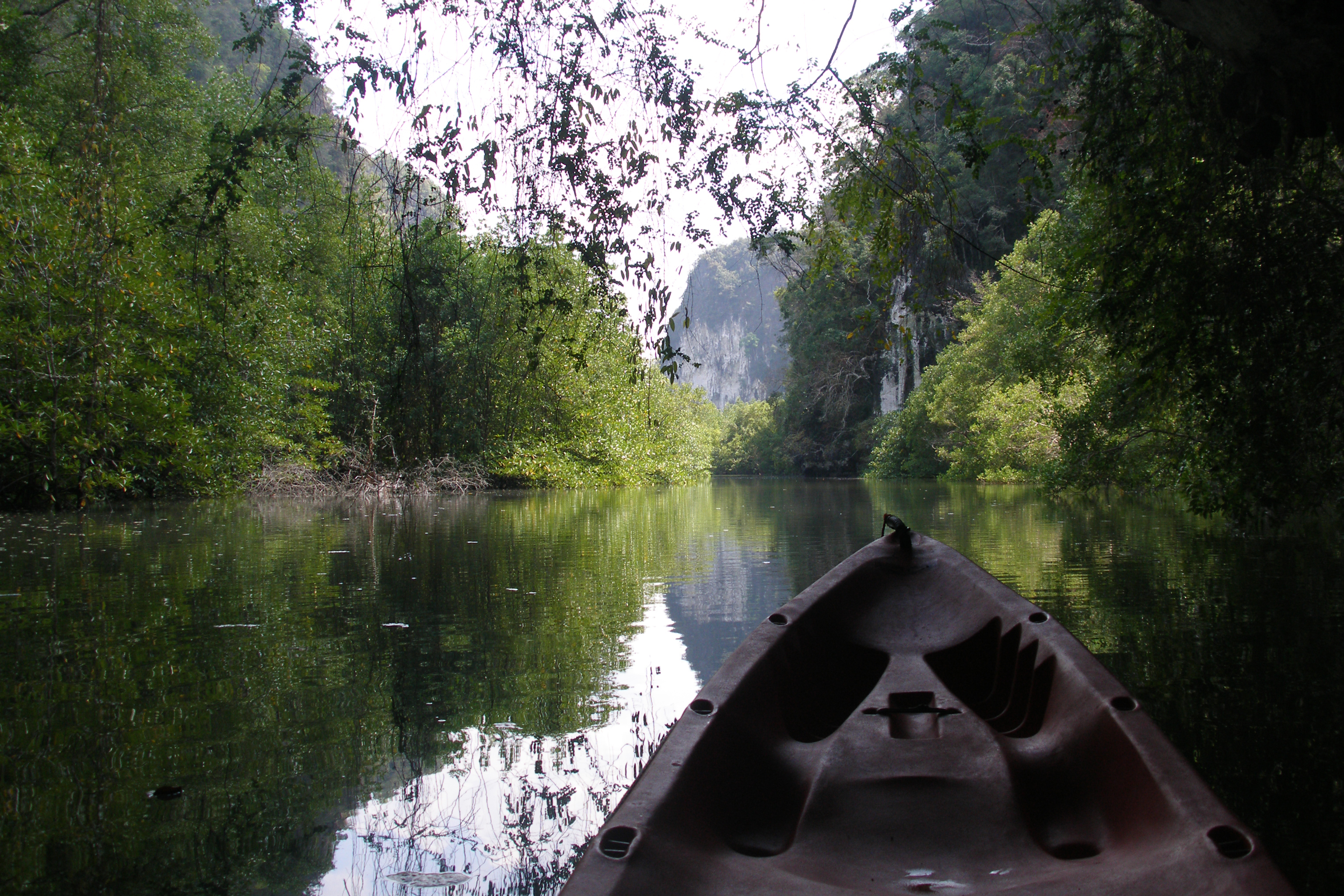
Manglares en el Parque nacional de Than Bok Khorani

En 2018 los ingresos por turismo se estimaron en al menos 100.000 millones de baht, frente a los 96.000 millones de 2017. Los principales visitantes son chinos y malayos. Los escandinavos están entre las cinco nacionalidades que más visitan el lugar. Según la Autoridad de Turismo de Tailandia, para 2018 hay 460 hoteles en la provincia, y otros 200 están en proceso de obtener la licencia y otros 200 en las etapas preliminares.

## Símbolos
El sello de la provincia muestra dos antiguas espadas cruzadas (krabi es una palabra para una antigua espada siamesa) frente al Océano Índico y la montaña Khao Phanom Bencha que, con 1.397 metros sobre el nivel del mar, es la montaña más alta de la provincia.
El eslogan provincial es, "Krabi, la ciudad habitable, gente amigable".
El árbol provincial es el cielo azul (tailandés: thung-fa ทุ้งฟ้า) o Alstonia macrophylla.